# Pression expiratoire positive

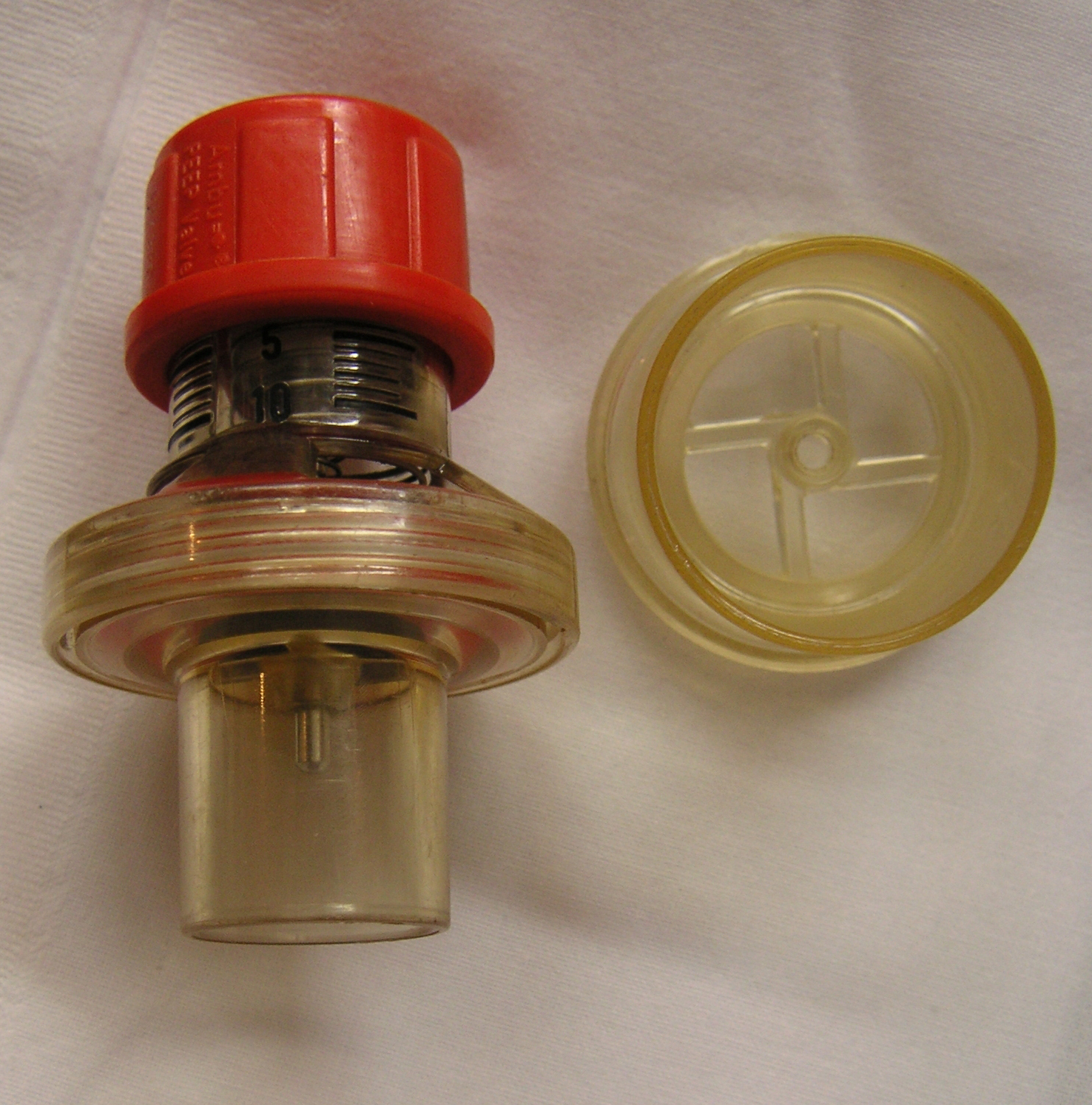
Une valve PEEP à des fins respiratoires. À droite : Adaptateur adulte.

La pression expiratoire positive (PEP), souvent désignée par l'acronyme anglais PEEP (Positive End Expiratory Pressure) est un paramètre de ventilation mécanique. Selon le contexte, on utilise diverses expressions pour désigner cette pression mais malgré la variété des termes, le concept est inchangé. Outre le contexte, il n'y a pas de différence entre la PEP, la Pression Positive Continue (Continuous, Positive Airway Presure), ou la pression expiratoire (Expiratory Positive Airway Presure) du mode BiPAP. Sa valeur varie en général de zéro a plus de 10 cmH2O (env. 1 kPa) selon les pathologies.

## Effet sur la compliance
Voir compliance pulmonaire

## Effet sur l'hémodynamie
Les modifications de pression intrathoracique dues à la respiration ont une influence sur l'hémodynamie. Cette influence peut fréquemment être observée lors de la respiration spontanée d'un sujet sain: on peut souvent observer une augmentation de la fréquence cardiaque à l'inspiration et une diminution de celle-ci à l'expiration. En effet la pression thoracique négative générée lors de l'inspiration augmente le retour veineux au cœur droit et s'ensuit une tachycardie réflexe. À l'expiration, l'augmentation de la pression intrathoracique diminue le retour veineux et entraîne une diminution de la fréquence cardiaque.
Toute pression positive générée par la ventilation mécanique peut théoriquement avoir un effet négatif sur l'hémodynamie mais c'est presque exclusivement lors de l'ajout d'une PEP élevée que cet effet est observable. En effet, l'influence sur l'hémodynamie est fonction de la pression pulmonaire moyenne et l'ajout d'une PEP d'une valeur donnée augmente de cette même valeur la pression moyenne.

## Effet sur l'oxygénation
La dissolution d'oxygène dans le sang qui passe par les capillaires pulmonaires est fonction de la différence entre la pression partielle d'oxygène dans le sang et la pression partielle d'oxygène du gaz alvéolaire. En augmentant la pression du gaz alvéolaire, on augmente la pression partielle d'oxygène et par conséquent la dissolution d'oxygène dans le sang.

## PEP optimale
Plusieurs approches ont été proposées pour déterminer le meilleur niveau de PEP à utiliser pour un patient. Entre autres:
- Augmentation de la PEP jusqu'au niveau donnant la meilleure compliance pulmonaire (par tatonnement ou par recherche graphique du point d'inflection de la courbe Pression/volume).
- Augmentation de la pep jusqu'au niveau le plus élevé ne causant pas de dépression hémodynamique.

## Pression Expiratoire Positive intrinsèque
La Pression Expiratoire Positive intrinsèque (PEPi) est une pression intrapulmonaire résiduelle à la fin du temps expiratoire causée par une expiration incomplète. Ses causes les plus fréquentes sont des résistances des voies aériennes augmentées ou un temps expiratoire trop court.
La PEPi entraîne:
- Une hyperinflation dynamique
- Une perte de compliance
- Une diminution du retour veineux